# NF-16D
通用动力公司的X-62 VISTA（英語：的縮寫，「可变稳定性飞行模拟器测试飞机」）是一架实验性飞机，源自F-16战隼，由通用动力公司和卡尔斯潘公司合资改装，供美国空军（USAF）使用。该机最初被命名为NF-16D，在2021年6月14日被重新命名为X-62A，作为升级为 Skyborg 的一部分，配备模拟自主控制系统（SACS）。
X-62A仍然在空军试飞员学校的课程中，作为试飞员的练习飞机。
NF-16D VISTA测试平台飞机采用了多轴推力矢量（MATV）发动机喷管，在失速后的情况下提供更积极的控制。(MATV)发动机喷嘴，在失速后情况下对飞机进行更积极的控制。因此，该飞机具有超机动性，在超过传统控制面不能改变姿态的攻角时，仍能保持pitch和yaw的控制。